# Dick Laan
Dick Laan (Wormerveer, 18 december 1894 – Heemstede, 6 oktober 1973) was een Nederlandse kinderboekenschrijver en filmpionier. Hij schreef onder meer de Pinkeltje-boeken.

## Levensloop
Dick Laan was een zoon van Jan Cornelis Laan en Trijntje Crok. Hij ging werken in de stoomolieslagerij Crok & Laan van zijn vader. Toen dit bedrijf als gevolg van de Eerste Wereldoorlog stil kwam te liggen, wijdde hij zich aan zijn grootste hobby, het filmen. Hij maakte zijn eerste speelfilm in 1917 en er volgden nog vijftig speelfilms en documentaires. In 1934 verliet hij het bedrijf en ging hij werken in de chocoladefabriek van Boon, waarvoor hij onder andere een reclamefilm maakte. Hij onderscheidde zich door als eerste kinderfilms te maken, opgenomen met kinderen die hij kende van de Haarlemse voetbalclub H.F.C. en van de padvindersvereniging De Zwarte Pijl waar Laan hopman was. Hij maakte ook enkele films waarin voetbal op artistieke wijze in beeld werd gebracht en richtte met anderen de Filmliga op. Laan was getrouwd met Jantina de Vries. Het huwelijk bleef kinderloos. Hij overleed in oktober 1973, 78 jaar oud. Laan werd gecremeerd in het crematorium van Velsen.

## Pinkeltje
Het maken van filmscenario's mondde uit in het schrijven van boeken. Dick Laan schreef een scala aan boeken. Hij is vooral bekend geworden als auteur van de avonturen van Pinkeltje. In 1939 verscheen het eerste boek De avonturen van Pinkeltje. Hiervan zijn ongeveer 3 miljoen exemplaren verkocht. Velen kennen Pinkeltje, zijn vrouw Pinkelotje, Snorrebaard de poes, Wiebelstaart de hond, Wolkewietje en hun kameraden. Vertalingen verschenen onder andere in Engeland, Frankrijk, Duitsland, Finland, Spanje en Portugal. Laan schreef 29 Pinkeltje-boeken, waarvan de laatste vier postuum verschenen. Vanaf het tweede boek speelt Dick Laan ook zelf een rol aan het begin van ieder boek, als Pinkeltje een bezoek brengt aan Mijnheer Dick Laan om hem zijn belevenissen te vertellen.
In 1978 is onder regie van Harrie Geelen een succesvolle speelfilm gemaakt over Pinkeltje, met in de hoofdrollen Aart Staartjes als Pinkeltje en Wieteke van Dort als Pinkelotje. In datzelfde jaar verscheen er op basis van deze film de lp Pinkeltje, naar de gelijknamige familiefilm, met liedjes van Harrie Geelen en Joop Stokkermans. Vanaf 1982 schreef en bewerkte Corrie Hafkamp Pinkeltje-verhalen, geïllustreerd door Dagmar Stam. Ook verscheen in 1994 een videocassette waarop Lex Goudsmit uit Het grote boek van Pinkeltje voorleest. Vanaf 1995 begon uitgeverij Van Holkema & Warendorf alle Pinkeltje-boeken opnieuw te illustreren en de tekst aan te passen aan de huidige tijd.

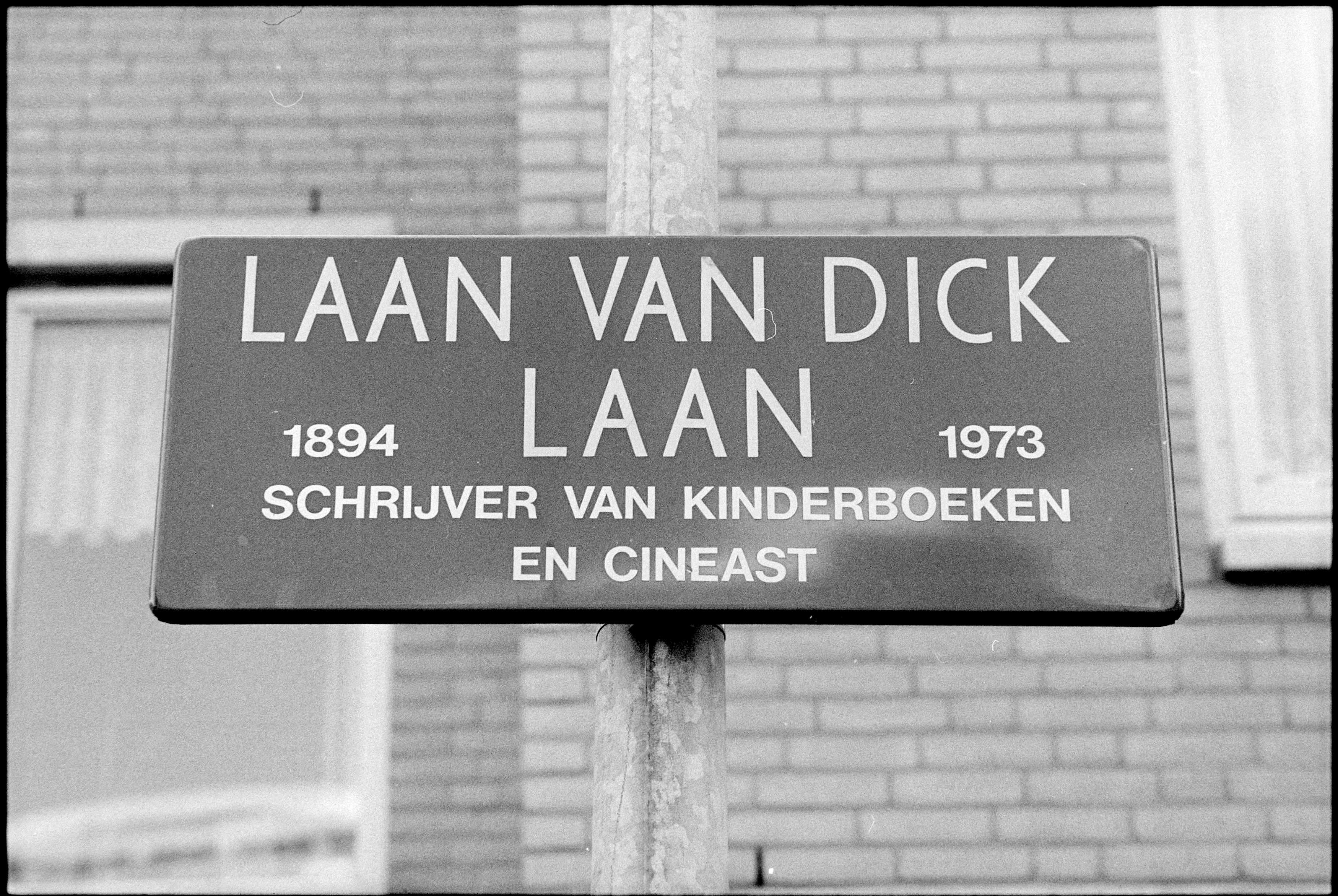
Laan van Dick Laan, 1989

Hoe geliefd Pinkeltje in Nederland is, blijkt uit de veertig scholen en peuterspeelzalen die de naam Pinkeltje, Pinkelotje of Wolkewietje voeren. In Heemstede en Almere zijn er straten naar de schrijver Dick Laan zelf vernoemd. De laan in Heemstede heette eerst Dick Laanlaan, maar is later aangepast in Laan van Dick Laan. Inmiddels is ook in zijn geboorteplaats Wormerveer een Dick Laanplein (naast de verbouwde Promena Boon/Pettefabrieken waar hij ooit werkte).

## Bibliografie

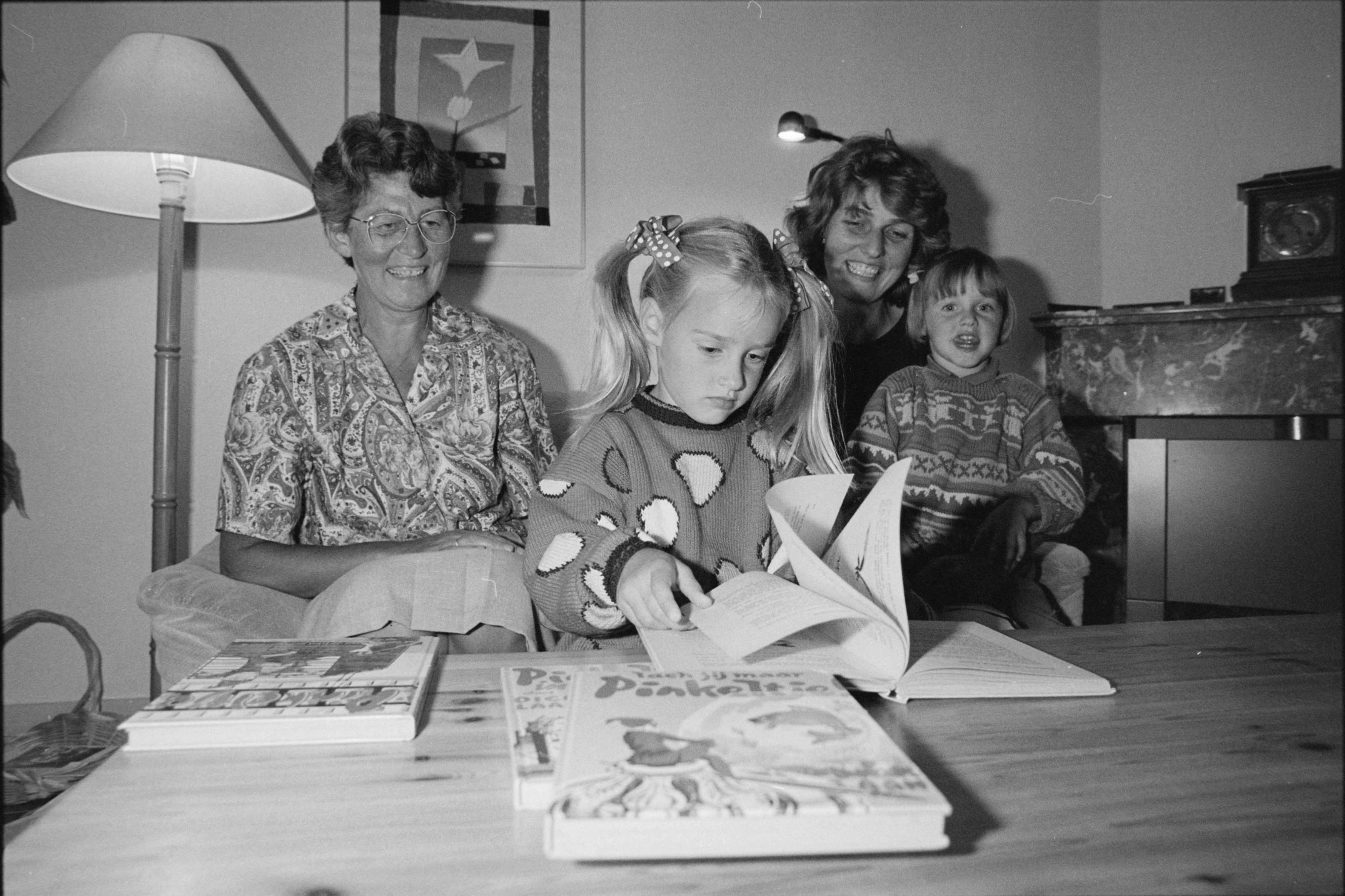
Familie in 1989 met boek van Lach jij maar, Pinkeltje (1965) op tafel.